# Stanisław Trębaczkiewicz

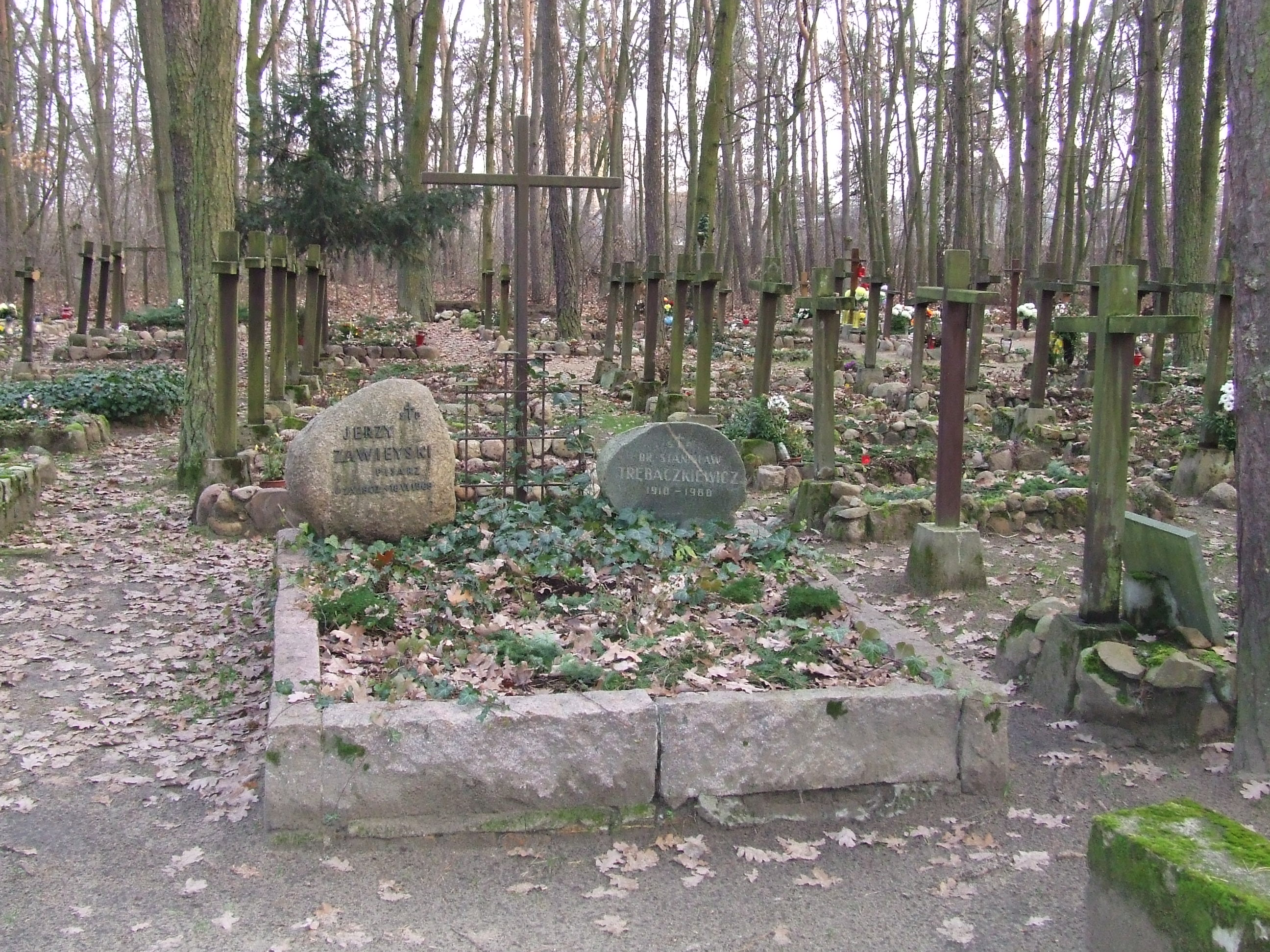
Grób Jerzego Zawieyskiego i Stanisława Trębaczkiewicza na Cmentarzu leśnym w Laskach

Stanisław Trębaczkiewicz (ur. 1910, zm. w sierpniu 1980) – polski doktor psychologii, wykładowca Katolickiego Uniwersytetu Lubelskiego.

## Życiorys
Studiował w okresie międzywojennym w Wolnej Wszechnicy Polskiej. Jego przyjacielem i życiowym partnerem był Jerzy Zawieyski, którego poznał w 1933, podczas kursu dla nauczycieli w Wymyślinie. W czasie trwania związku z Zawieyskim był redaktorem jego publikacji wydawanych przez Tygodnik Powszechny – Droga katechumena (1971) i Dobrze, że byli (1974) (Biblioteka „Więzi”).
Jako wykładowca KUL Trębaczkiewicz zajmował się problemach rozwojowymi młodzieży szkolnej oraz rozwojem uzdolnień artystycznych dzieci i młodzieży. Uczestniczył w realizacji projektów badawczych dotyczących potrzeb psychicznych człowieka pracy, psychologii rozwojowej i wychowawczej oraz rozwoju pojęć moralnych u dzieci i młodzieży. Był także konsultantem ds. psychologii przy realizacji filmu „Odwiedziny prezydenta” nakręconego według scenariusza Zawieyskiego (reż. Jan Batory, premiera 1961). Swoje refleksje psychologiczne związane z tym filmem przedstawił w publikacji naukowej.
Na Trębaczkiewicza donosił do SB Maciej Damięcki, przekazując informacje o charakterze obyczajowym. Dokumenty zgromadzone w Instytucie Pamięci Narodowej zawierają informacje, że Trębaczkiewicz (wraz z Zawieyskim) byli inwigilowani przez SB przy okazji wielu innych spraw. Trębaczkiewicza traktowano jako osobę znaną z wrogiej postawy politycznej. Za kontakty z nim inwigilacji podlegał Kazimierz Dejmek.
Zawieyski tak pisał o swoim życiu z Trębaczkiewiczem:

Dziś 30 rocznica przyjaźni ze Stasiem! Wielkie wzruszenie, że to tyle lat, całe skomplikowane dzieje. Dotrwaliśmy do dziś w głębokiej wspólnocie wewnętrznej, przywiązaniu i przyjaźni najgłębszej. Staś to dzieło mojego życia. Ale i ja zawdzięczam mu wiele, tak wiele, że nie da się tego wyrazić. Przed trzydziestu laty Staś był nauczycielem wiejskim, dziś jest profesorem uniwersytetu. Ja byłem wówczas początkującym, nikomu nieznanym pisarzem. Obaj doszliśmy do realizacji dążeń naszego życia. Obaj w tym pomagaliśmy sobie nawzajem. I tak już będzie do śmierci. Ta przyjaźń jest czymś niezwykłym, rzadkim i pozostała nieskalana w swoich najgłębszych uczuciach. (1963)

Homoseksualny związek obu był przez pisarza ukrywany. Józefa Hennelowa wspominała: „Nigdy – żeby już wspomnieć ten smutny fakt – nie widziałam Jerzego Zawieyskiego z tym jego Stasiem. O tym się wiedziało, to był trwały związek, ale kiedy on przyjeżdżał do Krakowa, to zawsze sam”.
Jednak do Kalwarii Zebrzydowskiej jeździli już razem, gdzie przyjmowani byli w klasztorze przez ojców bernardynów.
Pochowany został w Laskach pod Warszawą we wspólnym grobie z Zawieyskim.

## Publikacje
- Refleksje psychologiczne związane z filmem „Odwiedziny Prezydenta”, „Psychologia Wychowawcza” 4 (1961), s. 409–412.
- Psychologia w szkole, „Roczniki Filozoficzne” 11 (1963), z. 4, s. 17–21.

## Działalność literacka
- Jerzy Zawieyski, Dobrze, że byli. Wyb. Tadeusz Mazowiecki i Stanisław Trębaczkiewicz. Warszawa: Biblioteka „Więzi”, 1974.
- Jerzy Zawieyski, Droga katechumena. Wyb. Józef Smosarski i Stanisław Trębaczkiewicz. Warszawa: Biblioteka „Więzi”; Kraków: „Znak”, 1971.